# Oskar Masing
Oskar Hugo Georg Masing (* 12. Märzjul. / 24. März 1874greg. in Arensburg auf der Insel Ösel; † 1. Januar 1947 in Tannroda) war ein deutschbaltischer Philologe. 

## Leben
Die heute zu Estland gehörende Insel war Teil der damaligen Ostseeprovinz Livland des Russischen Reiches.  Als Sohn eines pensionierten kaiserlich-russischen Offiziers lebte Masing seine ersten Lebensjahre in Kertel auf der Insel Dagö, dann aber in der Universitätsstadt Dorpat. Aufgrund der Mittellosigkeit der Eltern konnte Masing durch ein Stipendium das Abitur ablegen und ab 1893 an der Kaiserlichen Universität Dorpat Medizin studieren (ohne Abschluss). Er war Mitglied der Fraternitas Rigensis. Nach längerer Arbeit als Hauslehrer in Kurland studierte er von 1903 bis 1906 in Leipzig Philologie und promovierte zum Dr. phil. Danach war er in Riga als Oberlehrer an verschiedenen Schulen tätig, dann auch als Dozent am Herder-Institut Riga der deutsch-baltischen Minderheit.

## Familie
Oskar Masings Sohn war der Historiker Gerhard Masing (geboren 1909 in Riga, gefallen 1944 in Kurland), der von Ende 1939 bis 1940 in der Volksdeutschen Mittelstelle in Posen bei der Verzeichnung des Schriftgutes eingesetzt war, das die Deutsch-Balten bei ihrer Umsiedlung infolge des Hitler-Stalin-Paktes mitgebracht hatten. Oskar Masing war ein Onkel des Physikers Walter Masing.

## Das deutschbaltische Wörterbuch
Nach dem Ersten Weltkrieg starteten die Gesellschaft für Geschichte und Altertumskunde zu Riga und die Gelehrte Estnische Gesellschaft in Tartu das Projekt eines umfassenden deutschbaltischen Wörterbuches. Unter der Leitung von Masing wurde das Wörterbuch bis 1939 fertiggestellt, konnte aber nicht mehr gedruckt werden. Durch den Krieg ging das gesamte Forschungsmaterial verloren. Auch der zweite Anlauf des Projekts in den 1950er Jahren  durch  Walther Mitzka und Alfred Schönfeldt wurde nicht vollendet. Seit 2005 befinden sich die Materialien im Archiv des Herder-Instituts in Marburg.

## Schriften
- Serbische Trochäen. Eine Stiluntersuchung. R. Voigtländer, Leipzig 1906
- Quellenbuch für den Unterricht in der deutschen Literaturgeschichte. G. Neuner, Riga 1913
  - Bd. 1: Von Leibniz bis Gessner
  - Bd. 2: Von Klopstock bis zum Sturm und Drang
  - Bd. 3: Zeitalter der Aufklärung und Empfindsamkeit, 2 Teilbände
- Das Kinematographenunwesen. Einblicke und Ausblicke. Vortrag, gehalten am 20. September 1913 in der Gesellschaft für Kommunale Sozialpolitik in Riga. Häcker, Riga 1913
- mit Paul Merker, Reinhard Buchwald, Walther Hofstaetter (Hrsg.): Probefahrten. Erstlingsarbeiten aus dem Deutschen Seminar in Leipzig. R. Voigtländer, Leipzig 1922
- Baltisches Deutsch. Aus der Arbeit am Deutschbaltischen Dialektwörterbuch. Überreicht von der Gesellschaft für Geschichte und Altertumskunde zu Riga. Teubner, Leipzig 1923
- Niederdeutsche Elemente in der Umgangssprache der baltischen Deutschen. G. Löffler, Riga 1926
- Aus der Backstube. Ein Beitrag zur baltischen Volkskunde. Löffler, Riga 1931 (Digitalisat 25,42 MB auf twirpx)
- Volkslieder der baltischen Deutschen im 19. Jahrhundert. Plates, Riga 1937